# Trypetolimnia rossica
Trypetolimnia rossica är en tvåvingeart som beskrevs av Mayer 1953. Trypetolimnia rossica ingår i släktet Trypetolimnia och familjen kärrflugor. Inga underarter finns listade i Catalogue of Life.